# Антракозія
Антрако́зія (Anthracosia) — вимерлий рід прісноводних двостулкових молюсків. Дехто вважає рід Антракозія ідентичним родові карбоні-кола (Carbonicola). Скам'янілі рештки останніх часто зустрічаються в середньому карбоні Донбасу Від А. пішла назва «антракозиди» для всіх викопних прісновод. двостулк. молюсків карбону і перму.